# 李朝白磁

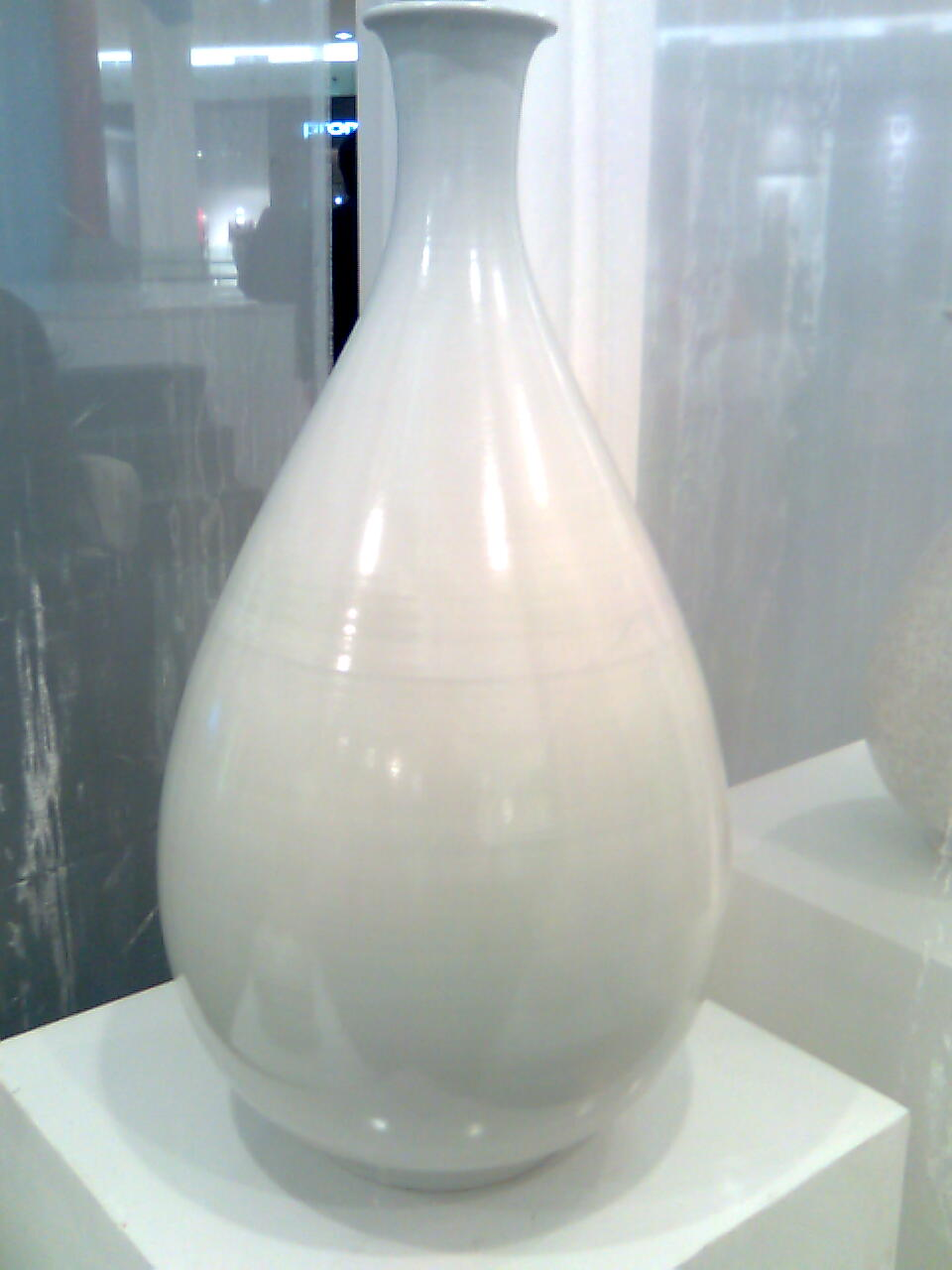

李朝白磁（りちょうはくじ）は、李氏朝鮮で作られた白磁である。

## 概要
李朝の陶磁器は、初期には粉青沙器が主流だったが、15世紀以後は白磁に変わった。中国の元、明の白磁の影響を受けたものだが、17世紀には色が青味がかり、李朝末期には濁った白色に変わった。李朝では、磁器の製造は官窯で奴婢である工匠（ko:공장 (직업)）が行っていた。1752年に広州に分院の官窯が作られ生産の中心になっていたが、1883年に分院が民営化され官窯の歴史は終わった。下絵付はあったが、上絵付はなかった。コバルト顔料で下絵付した青花も作られたが、コバルト顔料が不足したため、鉄絵具で下絵付する鉄砂や銅絵具で下絵付する辰砂も作られた。しかし、李朝白磁の95％以上は他の色による装飾がない純白磁であり、江戸時代に日本で作られていたような華やかな色絵磁器は李氏朝鮮には存在しない。